# Drapeau de Mérida
Le drapeau officiel de l'État de Mérida au Venezuela est composé de trois triangles des couleurs suivantes de gauche à droite : vert émeraude, blanc et bleu ciel. Au-dessus du blanc, une étoile rouge à cinq branches est située au centre. La couleur verte représente les montagnes et l'agriculture de l'État, la blanche la pureté et les neiges des sommets de la Cordillère de Mérida, tandis que la couleur bleue correspond au ciel et à une partie du lac de Maracaibo ; l'étoile rouge représente Mérida comme l'une des huit provinces contemplées dans l'acte d'indépendance et par sa couleur le sang des patriotes qui ont réussi à faire de Mérida une de ces provinces. Le drapeau de l'État de Mérida a été conçu par Carlos Briceño Vera et affiché publiquement le 30 août 1996.